# Escadrila albă (film)
Escadrila albă (titlul în italiană Squadriglia bianca)  este un film dramatic de război, coproducție româno-italiană realizat în 1944 de regizorul Ion Sava, după romanul omonim a scriitorului George Acsinteanu, protagoniști fiind actorii Claudio Gora, Mariella Lotti, Lucia Sturdza-Bulandra, Marcel Anghelescu.
Astăzi, filmul este considerat pierdut. 

## Distribuție
- Claudio Gora – Alessandro, pilotul instructor
- Mariella Lotti – Elena, asistentă la Crucea Roșie
- Tino Bianchi – Michele
- Lucia Sturdza-Bulandra – mătușa
- Marcel Anghelescu – Nello
- Marilena Economu – Marisa
- Ondina Maris – asistentă la Crucea Roșie
- Miretta Mauri – asistentă la Crucea Roșie
- Diana Alba
- Antonio Corevi
- Dino Di Luca
- Daniela Dobrescu
- Nadia Herescu
- Astorre Pederzoli
- Mario Visconti